# Åberga
Åberga is een plaats in de gemeente Orsa in het landschap Dalarna en de provincie Dalarnas län in Zweden. De plaats heeft 106 inwoners (31 december 2020) en een oppervlakte van 91 hectare.